# Список чемпионов PRIDE
Ниже представлен список чемпионов Pride Fighting Championships по всем весовым категориям.

## Чемпионы в тяжёлом весе
свыше 93 кг (205 фунтов)
свыше 90 кг (198,4 фунтов) до 2004 года
Здесь и далее: строки с синим фоном и нумерацией вида В1 означают титул временного чемпиона.
| №  | Имя                                                                               | Дата                                    | Место    | Защиты |
| -- | --------------------------------------------------------------------------------- | --------------------------------------- | -------- | --- |
| 1  | Антониу Родригу Ногейра поб. Хита Херринга                                        | 3 ноября 2001 Pride 17                  | Токио    | |
| 2  | Фёдор Емельяненко                                                                 | 16 марта 2003 Pride 25                  | Иокогама | 1. поб. Антониу Родригу Ногейру в бою за титул бесспорного чемпиона 31 декабря 2004 года на Pride Shockwave 2004 ( Сайтама) 2. поб. Мирко Филипповича 28 августа 2005 года на Pride Final Conflict 2005 ( Сайтама) 3. поб. Марка Ханта 31 декабря 2006 года на Pride Shockwave 2006 ( Сайтама) |
| В1 | Антониу Родригу Ногейра поб. Мирко Филипповича в бою за титул временного чемпиона | 9 ноября 2003 Pride Final Conflict 2003 | Токио    | |

## Чемпионы в среднем весе
83 — 93 кг (183 — 205 фунтов)
до 90 кг (198,4 фунтов) до 2004 года
| № | Имя                                   | Дата                     | Место             | Защиты |
| --- | ------------------------------------- | ------------------------ | ----------------- | --- |
| 1 | Вандерлей Силва поб. Кадзуси Сакурабу | 3 ноября 2001 Pride 17   | Токио             | 1. поб. Киёси Тамуру 24 февраля 2002 года на Pride 19 ( Сайтама) 2. поб. Хиромитсу Канехару 24 ноября 2002 года на Pride 23 ( Токио) 3. поб. Куинтона Джексона 31 октября 2004 года на Pride 28 ( Сайтама) 4. поб. Рикардо Арону 31 декабря 2005 года на Pride Shockwave 2005 ( Сайтама) |
| 2 | Дэн Хендерсон                         | 24 февраля 2007 Pride 33 | Лас-Вегас, Невада | |
| Титул чемпиона PRIDE в среднем весе был объединён с титулом чемпиона UFC в полутяжёлом весе 8 сентября 2007 года после победы Куинтона Джексона над Дэном Хендерсоном на UFC 75. |                                       |                          |                   | |

## Чемпионы в полусреднем весе
73 — 83 кг (161 — 183 фунтов)
| № | Имя                                  | Дата                                 | Место получения | Защиты |
| --- | ------------------------------------ | ------------------------------------ | --------------- | ------ |
| 1 | Дэн Хендерсон поб. Мурилу Бустаманте | 31 декабря 2005 Pride Shockwave 2005 | Сайтама         |        |
| Титул чемпиона PRIDE в полусреднем весе был объединён с титулом чемпиона UFC в среднем весе 1 марта 2008 года после победы Андерсона Силвы над Дэном Хендерсоном на UFC 82. |                                      |                                      |                 |        |

## Чемпионы в лёгком весе
до 73 кг (161 фунтов)
| № | Имя                              | Дата                                 | Место получения | Защиты                                                                     |
| - | -------------------------------- | ------------------------------------ | --------------- | -------------------------------------------------------------------------- |
| 1 | Таканори Гоми поб. Хаято Сакурая | 31 декабря 2005 Pride Shockwave 2005 | Сайтама         | 1. поб. Маркуса Аурелиу 5 ноября 2006 года на Pride Bushido 13 ( Иокогама) |

## Турниры
Звездочка (*) означает, что бой также являлся титульным.
| Весовая категория | Победитель        | Финалист                | Дата             | Место проведения | Турнир                        |
| ----------------- | ----------------- | ----------------------- | ---------------- | ---------------- | ----------------------------- |
| Открытый вес      | Марк Колман       | Игорь Вовчанчин         | 1 мая 2000       | Токио            | Pride Grand Prix 2000 Finals  |
| Средний вес       | Вандерлей Силва   | Куинтон Джексон         | 9 ноября 2003    | Токио            | Pride Final Conflict 2003     |
| Тяжёлый вес       | Федор Емельяненко | Антониу Родригу Ногейра | 31 декабря 2004  | Сайтама          | Pride Shockwave 2004*         |
| Средний вес       | Маурисиу Руа      | Рикарду Арона           | 28 августа 2005  | Сайтама          | Pride Final Conflict 2005     |
| Полусредний вес   | Дэн Хендерсон     | Мурилу Бустаманте       | 31 декабря 2005  | Сайтама          | Pride Shockwave 2005*         |
| Лёгкий вес        | Таканори Гоми     | Хаято Сакурай           | 31 декабря 2005  | Сайтама          | Pride Shockwave 2005*         |
| Открытый вес      | Мирко Филипович   | Джош Барнетт            | 10 сентября 2006 | Сайтама          | Pride Final Conflict Absolute |
| Полусредний вес   | Кадзуо Мисаки     | Денис Кан               | 5 ноября 2006    | Иокогама         | Pride Bushido 13              |

## По странам
| Страна   | Титулы |
| -------- | ------ |
| США      | 2      |
| Бразилия | 2      |
| Япония   | 1      |
| Россия   | 1      |